# Hohenberg (Herrieden)
Hohenberg ist ein Gemeindeteil der Stadt Herrieden im Landkreis Ansbach (Mittelfranken, Bayern). Die Gemarkung Hohenberg hat eine Fläche von 11,156 km². Sie ist in 1067 Flurstücke aufgeteilt, die eine durchschnittliche Fläche von 10.455,78 m² haben. In ihr liegen neben dem namensgebenden Ort die Gemeindeteile Höfstetten, Leutenbuch, Regmannsdorf, Roth, Schernberg und Seebronn.

## Geografie
Durch das Dorf fließt der Ameisengraben, ein linker Zufluss der Altmühl. Unmittelbar nördlich des Ortes befinden sich die Weinberghänge, der Hohenbuck (491 m ü. NHN) und der Kapitelwald. Im Nordosten liegt das Breitfeld, im Osten das Hohenbuckfeld und im Süden das Schrotfeld.
Eine Gemeindeverbindungsstraße führt nach Herrieden zur Staatsstraße 2249 (1,5 km südlich) bzw. an Höfstetten vorbei nach Dautenwinden (3 km nördlich). Weitere Gemeindeverbindungsstraßen führen zur St 2249 bei Rauenzell (2,5 km südöstlich) und die Staatsstraße 2248 kreuzend nach Regmannsdorf (1,5 km nordwestlich).

## Geschichte
Der Ort wurde vermutlich im 12. Jahrhundert gegründet.
Im 16-Punkte-Bericht des Fürstentums Ansbach von 1684 wurden für Hohenberg 22 Mannschaften verzeichnet: 1 Anwesen unterstand dem Hofkastenamt Ansbach, 4 Anwesen dem Stiftsamt Ansbach, 5 Anwesen dem Verwalteramt Merkendorf, 2 Anwesen dem Bürgermeister und Rat zu Ansbach, 11 Anwesen dem eichstättischen Kastenamt Herrieden und 8 Anwesen dem Kapitel Herrieden. Das Hochgericht übte das brandenburg-ansbachische Hofkastenamt Ansbach aus, die Dorf- und Gemeindeherrschaft das eichstättische Kastenamt Herrieden.
Im Geographischen statistisch-topographischen Lexikon von Franken (1800) wird der Ort folgendermaßen beschrieben:

„Höheberg, ein starker Eichstättischer Weiler von 24 Haushaltungen, gehört zum Ober- und Stadtvogtey-, dann Probstamte Wahrberg Herrieden, und liegt an der Fraischgränzscheide des ehemaligen Oberamts Ansbach und Wahrberg Herrieden, nur eine halbe Stunde von Herrieden, wohin er in die Martinskirche eingepfarrt ist, nordöstlich entfernt zwischen 2 Bergen. Ein Bach, der nördlich vom Hinterberger Weiler im Grunde herkommt, allda einige Weiher bildet und unter Roth in die Altmühl fällt, lauft mitten durch Höheberg.
Von den 24 Unterthanen dieses Weilers sind 3 Ansbachisch und 21 Eichstättisch, von welch letztern 13 zur Probstey Herrieden, 8 aber zum fürstl. Steueramte der Kollegiate allda gehören.“

Von 1797 bis 1808 unterstand der Ort dem Justiz- und Kammeramt Ansbach.
1806 kam Hohenberg an das Königreich Bayern. Im Rahmen des Gemeindeedikts wurde Hohenberg dem 1808 gebildeten Steuerdistrikt Rauenzell zugeordnet. Es gehörte auch der wenig später gegründeten Ruralgemeinde Rauenzell an. Mit dem Zweiten Gemeindeedikt (1818) entstand die Ruralgemeinde Hohenberg mit den Orten Höfstetten, Leutenbuch, Regmannsdorf, Roth, Schernberg und Seebronn. Sie war in Verwaltung und Gerichtsbarkeit dem Landgericht Herrieden zugeordnet und in der Finanzverwaltung dem Rentamt Herrieden (1919 in Finanzamt Herrieden umbenannt, seit 1929: Finanzamt Ansbach). Spätestens 1840 trennte sich Roth mit Leutenbuch von Hohenberg und bildete eine eigene Ruralgemeinde. Ab 1862 gehörte Hohenberg zum Bezirksamt Feuchtwangen (1939 in Landkreis Feuchtwangen umbenannt). Die Gerichtsbarkeit blieb beim Landgericht Herrieden (1879 in das Amtsgericht Herrieden umgewandelt), seit 1931 ist das Amtsgericht Ansbach zuständig. Die Gemeinde hatte 1964 eine Gebietsfläche von 7,798 km².
Am 1. Juli 1971 wurde Hohenberg im Zuge des Gebietsreform in Bayern nach Herrieden eingemeindet.
2010 wurde in dem Ort die römisch-katholische Kreuzkapelle errichtet.

### Baudenkmäler
- Von Hohenberg nach Herrieden[14]
  - Fraischstein, Sandstein, mit Hohenzollernadler bzw. Krummstab, 1555; am Ortsausgang nach Herrieden
  - Wegkreuz, Kruzifix über Sandsteinsockel, mit Gedächtnisinschrift für Angehörige des Stifters, Erster und Zweiter Weltkrieg; am Ortsausgang nach Herrieden

### Einwohnerentwicklung
Gemeinde Hohenberg
| Jahr      | 1818   | 1840   | 1852   | 1855   | 1861   | 1867   | 1871   | 1875   | 1880   | 1885   | 1890   | 1895   | 1900   | 1905   | 1910   | 1919   | 1925   | 1933   | 1939   | 1946   | 1950   | 1952   | 1961   | 1970   |
| Einwohner | 371    | 260    | 283    | 284    | 289    | 267    | 247    | 255    | 260    | 264    | 255    | 256    | 237    | 238    | 238    | 273    | 283    | 259    | 234    | 345    | 324    | 287    | 246    | 285    |
| Häuser    | 71     | 48     |        |        |        |        | 49     |        |        | 46     | 50     |        | 40     |        |        |        | 44     |        |        |        | 42     |        | 45     |        |
| Quelle    | [ 16 ] | [ 17 ] | [ 18 ] | [ 18 ] | [ 19 ] | [ 20 ] | [ 21 ] | [ 22 ] | [ 23 ] | [ 24 ] | [ 25 ] | [ 18 ] | [ 26 ] | [ 18 ] | [ 27 ] | [ 18 ] | [ 28 ] | [ 18 ] | [ 18 ] | [ 18 ] | [ 29 ] | [ 18 ] | [ 10 ] | [ 30 ] |

Ort Hohenberg
| Jahr      | 001818 | 001840 | 001861 | 001871 | 001885 | 001900 | 001925 | 001950 | 001961 | 001970 | 001987 |
| Einwohner | 168    | 152    | 179    | 150    | 161    | 144    | 179    | 195    | 169    | 191    | 186    |
| Häuser    | 27     | 30     |        |        | 29     | 25     | 28     | 26     | 30     |        | 48     |
| Quelle    | [ 16 ] | [ 17 ] | [ 19 ] | [ 21 ] | [ 24 ] | [ 26 ] | [ 28 ] | [ 29 ] | [ 10 ] | [ 30 ] | [ 1 ]  |

## Religion
Der Ort ist römisch-katholisch geprägt und bis heute nach St. Vitus und Deocar (Herrieden) gepfarrt. Die Einwohner evangelisch-lutherischer Konfession waren ursprünglich nach St. Laurentius (Elpersdorf bei Ansbach) gepfarrt, seit Mitte des 20. Jahrhunderts ist die Pfarrei Christuskirche (Herrieden) zuständig.